# Millington (Tennessee)
Millington és una ciutat dels Estats Units a l'estat de Tennessee. Segons el cens del 2010 tenia 10.433 habitants.

## Demografia
Segons el cens del 2000, Millington tenia 10.433 habitants, 3.633 habitatges, i 2.699 famílies. La densitat de població era de 258,7 habitants/km².
Dels 3.633 habitatges en un 41,1% hi vivien nens de menys de 18 anys, en un 54,6% hi vivien parelles casades, en un 14,8% dones solteres, i en un 25,7% no eren unitats familiars. En el 21,6% dels habitatges hi vivien persones soles el 7,9% de les quals corresponia a persones de 65 anys o més que vivien soles. El nombre mitjà de persones vivint en cada habitatge era de 2,72 i el nombre mitjà de persones que vivien en cada família era de 3,17.
Per edats la població es repartia de la següent manera: un 29,4% tenia menys de 18 anys, un 9,1% entre 18 i 24, un 33,8% entre 25 i 44, un 18,4% de 45 a 60 i un 9,4% 65 anys o més.
L'edat mediana era de 32 anys. Per cada 100 dones de 18 o més anys hi havia 98,8 homes.
La renda mediana per habitatge era de 39.120 $ i la renda mediana per família de 44.495 $. Els homes tenien una renda mediana de 33.533 $ mentre que les dones 23.012 $. La renda per capita de la població era de 17.348 $. Entorn del 6,2% de les famílies i el 9,7% de la població estaven per davall del llindar de pobresa.

## Poblacions més properes
El següent diagrama mostra les poblacions més properes.